# Sphaenorhynchus mirim
Sphaenorhynchus mirim е вид жаба от семейство Дървесници (Hylidae).

## Разпространение
Този вид е разпространен в Бразилия (Еспирито Санто).